# ダブリン (オハイオ州)

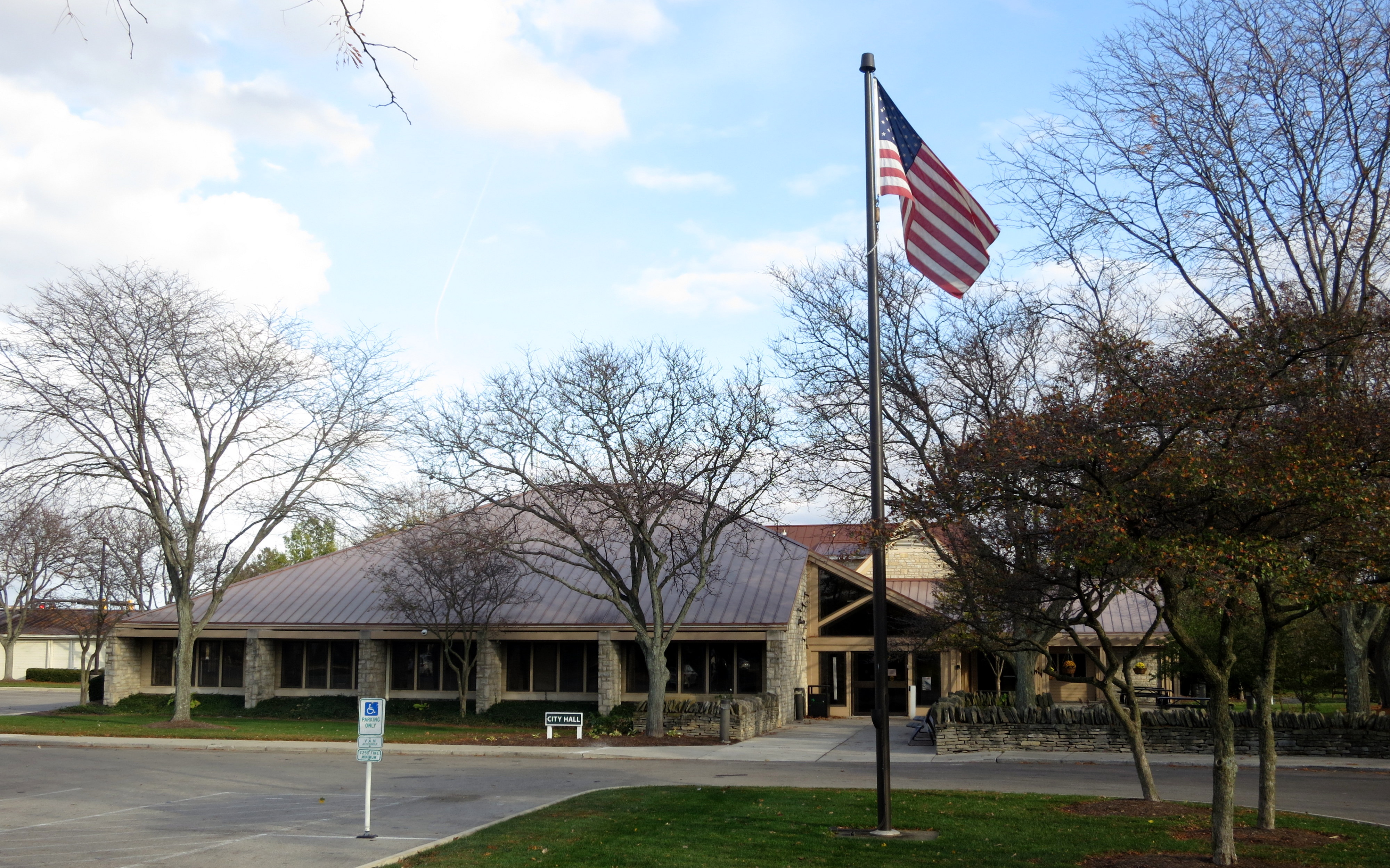
ダブリン市庁舎

ダブリン（Dublin）は、アメリカ合衆国オハイオ州のフランクリン郡にある都市。人口は4万9328人（2020年）。州都コロンバスの北西郊に位置し、同市の住宅地域の外縁部を構成する。市域の一部はデラウェア郡とユニオン郡に入っている。

## 歴史
アイルランドの首都ダブリンの名を冠することからも解るように、同市はアイルランド系の移民によってつくられた村であった。1970年まではダブリンは、人口わずか681人の小さな村に過ぎなかったが、コロンバス都市圏の環状道路I-270の建設により人口が増加し、1987年に人口は10,000人を超えて市となった。現在でもセント・パトリックスデイのイベントが3月に、アイリッシュ・フェスティバルが8月に行われるなどアイルランドとのつながりを示すイベントが見られる。また、オールドダブリンにはアイリッシュ系のパブなどが存在する。

## 地理
市内の東部を南北にサイオト川が流れる。ダブリン市のダウンタウンと言うべきオールドダブリンは、サイオト川に程近い市域の南東部の一角である。市の西側は農業地帯で、自動車関連工業の工場が点在する他は主に大豆・とうもろこしが大規模に栽培されている。

## 経済

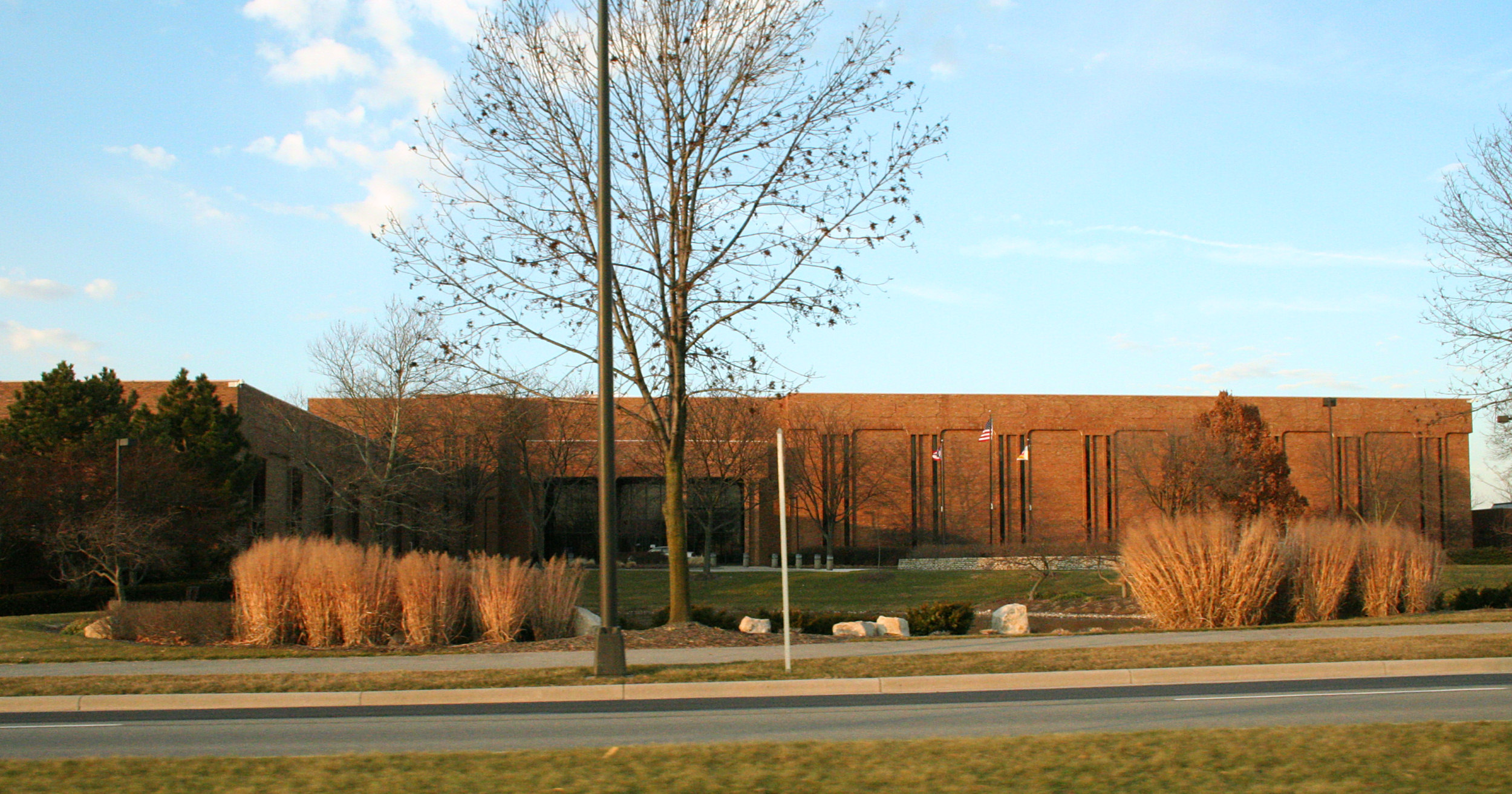
ウェンディーズ本社

全米第2のハンバーガーチェーン、ウェンディーズの本社所在地である。同チェーンの創業第1号店は隣接するコロンバス市のダウンタウンにあった。
アメリカ・プロゴルフ・PGAツアーの1つであるメモリアル・トーナメントの開催地としても知られている。

## 日本関連

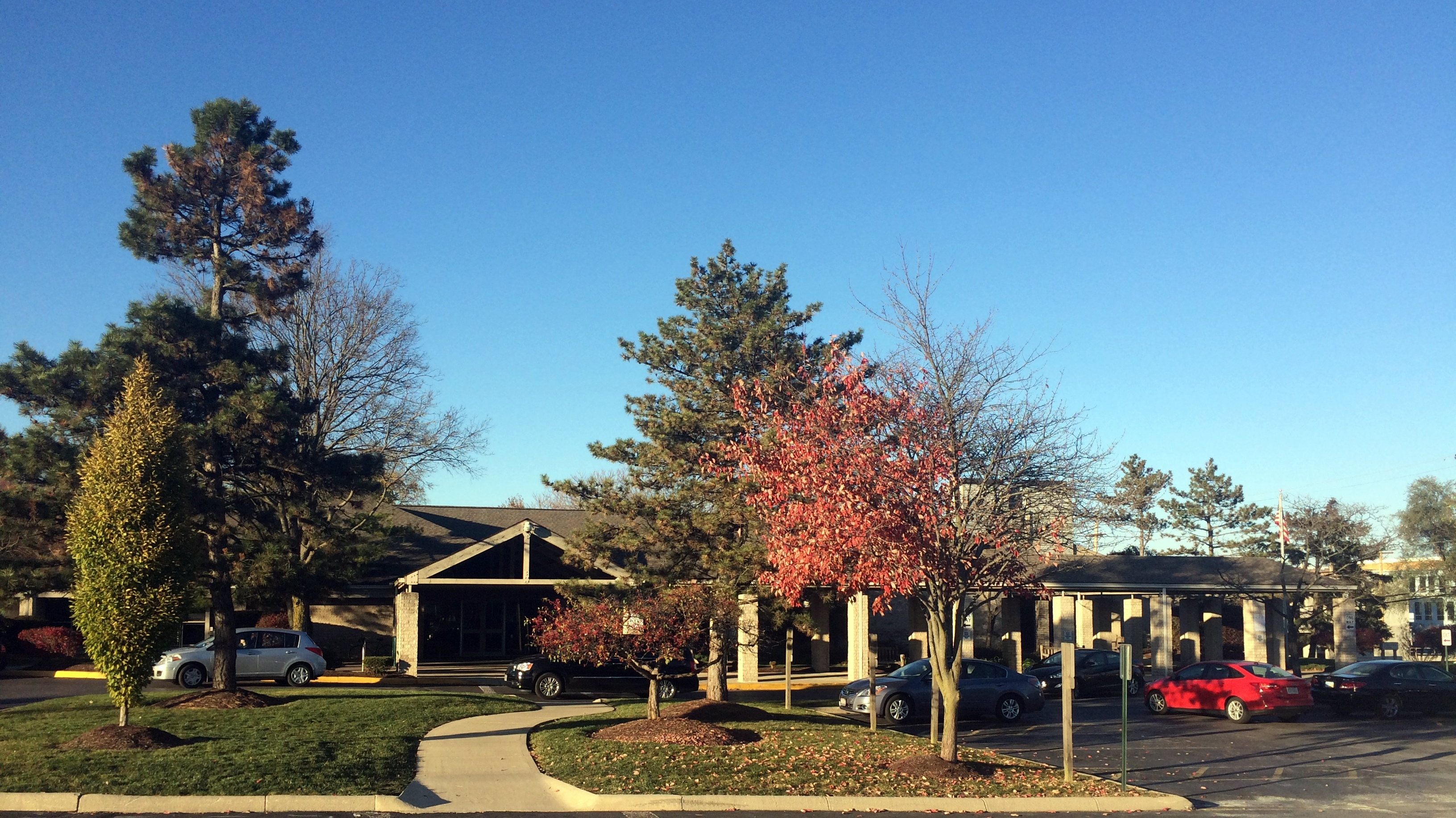
コロンバス都市圏図書館ダブリン支館

ダブリンから北西に20kmほど離れたメアリーズビルには本田技研工業のアメリカ法人の工場が存在し、周辺には同社の関連企業が多数存在する。かかる地理的な条件から、ダブリンにはコロンバス市と並んで日本人が多数居住している。コロンバス都市圏の中でも裕福な住民の多いダブリン市は治安が良く、高い税金との引換えに高い公教育の水準を保っており、英語を母語としない生徒に対するサポートも行っていることから、子供を伴って駐在員として赴任する日本人にとって人気の高い居住エリアとなっている。
コロンバス日本語補習校は、ワージントン市内に事務所があり、教室はメアリーズビル市内にある。授業は毎週土曜日に開講しており、500名程度の幼稚園から高校生にわたる日本人児童・生徒が日本語による教育を受けている。保護者を中心として運営している学校であるが、同校の校長・教頭は日本の文部科学省より正式に派遣されている。
オールドダブリンに所在する図書館には、わずかながらも、日本語の書籍も所蔵されている。
ダブリンやコロンバスの市内には日本料理店が5軒以上、また日本の食料品を販売するスーパーも2軒存在するため、日本人が生活する環境としては、市の規模と比較してかなり至便な場所であると言える。日系の旅行代理店、運送会社等も複数、近隣に所在する。

## 住民
2020年アメリカ合衆国国勢調査によれば、白人72.7％、アジア系20.1％、ヒスパニック4.1％、黒人1.9％、先住民0.2％であり、オハイオ州ではアジア系の住民が多い都市のひとつである。
また、平均世帯年収は約2000万円であり富裕層の住民が多い。

## 交通
一般的に利用できる旅客空港は、コロンバス市内に存在するポート・コロンバス国際空港である。ダブリン市中心部からフリーウェイを自動車で30分程度のアクセスとなる。ダブリン市内と同空港を結ぶ公共交通機関はない。
ダブリンはコロンバス都市圏を取り囲む環状道路I-270の北西角に位置し、メアリーズビル方面とコロンバス市北部を結ぶ国道US-33が市内を横断している。両者の交点はI-270の17番出口Dublinとなる。US-33は、ダブリン・メアリーズビル間ではフリーウェイになっている。ダブリン市中心部から州都コロンバス市中心部までの所要時間は自動車で30分程度である。

## その他
- ダブリン市の北にはコロンバス動物園が存在する。冬季は同園にてスケートリンク等が利用可能となる。
- ショッピングモールであるMall at Tuttle Crossingが、市域の南に近接する（住所としてはコロンバス市。）。
- Coffman Road（コッフマン・ロード）にあるダブリン・バプテスト教会日本語チャペルでは、本教会から道路を渡ったARCビルディングで、毎週日曜日に日本語による礼拝が持たれている。
- 人の背丈を越える大きさのトウモロコシをモチーフとしたオブジェが立ち並ぶ一角が市の南部にある。
- 市域の周辺部を中心に、住居表示としてはダブリン市内であっても、実際の行政の帰属や公立学区の点で、ダブリンに属さないケースが見られる。
- メタデータの記述に用いられる語彙のセットをさすために用いられるDublin Coreという名称の由来となっている。
- 2014年6月1日、市内ミュアフィールドビレッジGCで行われたPGAツアー、メモリアル・トーナメント（前述）にて、日本の松山英樹がツアー初優勝を記録した。